# Muniesa
|  | Aquest article tracta sobre el municipi aragonès. Si cerqueu el futbolista català, vegeu «Marc Muniesa». |

Muniesa és un municipi de l'Aragó, situat a la província de Terol, dins la comarca de les Conques Mineres.